# Black Machine
Black Machine es un grupo italiano de italo dance y eurodance de música Dance-electrónica famoso en la década de 1990. Son conocidos mundialmente por el tema electro How Gee.

## Carrera
Black Machine fue una agrupación norteamericana integrada por dj jockey italiano Ottomix, Pippo Landro y Marius Percali quienes a comienzos de 1990 comenzaron a sacar sencillos en el género de música electrónica.
Grabaron bajo distintas compañías discográficas como Carrere Records, PDSD Music, Cyprès, Sony Music Soundtrax, Saifam/Nar y The Saifam Group Srl. Su tema How Gee se convirtió en un éxito en todo el continente americano durante 1992 a tal punto que llegaron a presentarse el programa Ritmo de la noche conducido por Marcelo Tinelli. También hicieron presentaciones en México y Chile.

## Álbumes
- 2012: Love'n'peace
- 1993: Love 'N' Peace.
- 1992: The Album.
- 1992: The First Steps of Black Machine.

## Temas interpretados
- How Gee
- Jazz machine
- Funky Funky People
- Get Funky
- Movin'
- Hinkin' about you
- Money, Money, Money
- Megamix
- Let´s Go
- Love'n'peace
- U make me come a life
- Jump up
- Gimme a white line
- Funky Banana
- The children are crying
- Fascination
- Just like a dream
- Blood Bass
- Radio version
- Aka djelia - histoire de griot
- Black Nation
- Just do it
- Aka teri ya - amitié
- Tell Me
- Scuba Duba Groove
- Dog Star Club Mix
- Aka giulia - dédié á la fille de baba, giulia
- Funky situation
- Emotions
- Aka séli - la fête